# Cot Aluriblang
Cot Aluriblang är en kulle i Indonesien.   Den ligger i provinsen Aceh, i den västra delen av landet, 1 700 km nordväst om huvudstaden Jakarta. Toppen på Cot Aluriblang är 65 meter över havet.
Terrängen runt Cot Aluriblang är platt. Havet är nära Cot Aluriblang åt nordost.Runt Cot Aluriblang är det ganska tätbefolkat, med 129 invånare per kvadratkilometer. Närmaste större samhälle är Lhokseumawe, 5,3 km öster om Cot Aluriblang. Runt Cot Aluriblang är det i huvudsak tätbebyggt.